# Eta Leonis
Eta Leonis (η Leo / 30 Leonis / HD 87737) es una estrella de magnitud aparente +3,52 en la constelación de Leo, la octava más brillante de la misma pero también la más distante entre ellas, ya que se encuentra en torno a 2000 o 2100 años luz del sistema solar.
Eta Leonis es una supergigante blanca de tipo espectral A0Ib y 9900 K de temperatura. Aunque enormemente luminosa, 16.400 veces más que el Sol, su luminosidad queda lejos de otras supergigantes como Deneb (α Cygni). Temperatura y luminosidad dan como resultado un radio 44 veces mayor que el radio solar. Al igual que otras supergigantes, Eta Leonis experimenta una significativa pérdida de masa, a un ritmo 100.000 veces mayor que el del Sol. Parece ser una estrella variable cuyo brillo fluctúa entre magnitud +3,43 y +3,60.
La ocultación de Eta Leonis por la Luna parece indicar que es una estrella binaria, con una de las componentes un 60% más brillante que la otra. Si ello es así, la masa combinada de ambas es 9 veces mayor que la masa solar, siendo la separación entre las dos de al menos 60 UA con un período orbital de 120 años como mínimo.